# Привиди (фільм, 1996)
Привиди  (англ. Ghosts або англ. Michael Jackson's Ghosts) — короткометражний фільм, тривалістю тридцять дев'ять хвилин і сорок секунд (39:40). Michael Jackson's Ghosts став найдовшим музичним відео в історії. У 2002 році був занесений у Книгу рекордів Гіннеса як найдовше музичне відео в історії.

## Прем'єра музичного відео
Прем'єра музичного відео відбулася 12 Грудня 1996 року в (США), а 7 Травня 1997 року відбулася прем'єра на 50 річниці Канського кінофестивалю.

## Знімальна група
- Режисер: Стен Вінстон;
- Продюсери: Майкл Джексон, Стен Вінстон і Девід Ніксей;
- Сценарій написаний: Майклом Джексоном і Стівеном Кінгом;
- В ролях: Майкл Джексон і Петом Дедом;
- Музика написана: Майклом Джексоном і Ніколасом Піком;
- Виробнича компанія: MJJ Productions;
- Дистриб'ютери (розповсюджувачі): SMV Enterprises.